# Troy Brooks
Pour les articles homonymes, voir Brooks.
 (avril 2016).
Troy Brooks est un surfeur professionnel australien de l'État du Victoria (sud de l'Australie).

## Palmarès
- 3 victoires sur le circuit qualificatif WQS dont le Vans Hawaiian Pro à Haleiwa (Hawaii) en 2003[1]
- Meilleur résultat sur une épreuve WCT : 5e Fidji pro 1999